# 海蔵寺 (東京都港区)
海蔵寺（かいぞうじ）は、東京都港区にある黄檗宗の寺院。

## 歴史
1680年（延宝元年）、鉄眼道光によって開山された。禅僧「卓峰」が住んでいた草庵（現在の東京都墨田区にあった）を鉄眼道光が譲り受け、彦根藩の藩主井伊直興の側室と娘の協力により、現在地に移転したのが当寺の起源である。
当初の名称は「海蔵庵」であった。1692年（元禄5年）以降、寺号公称の許可を求めていたが、1712年（正徳2年）に厳有院（徳川家綱）三十三回忌追善ということで許可された。それに伴い「海蔵寺」に改称した。
かつては「首塚」と「富士入定塚」という塚があったが、現存していない。

## 墓所
以下の人物が葬られている。
- 桑々畔貞佐（俳人） - 1734年（享保19年）没
- 四代目絵馬屋額輔（狂歌師） - 1901年（明治34年）没

## 文化財
- 海蔵寺の庚申塔（港区指定文化財 平成27年10月14日指定）[2]

## 交通アクセス
- 外苑前駅より徒歩4分。